# ملحن

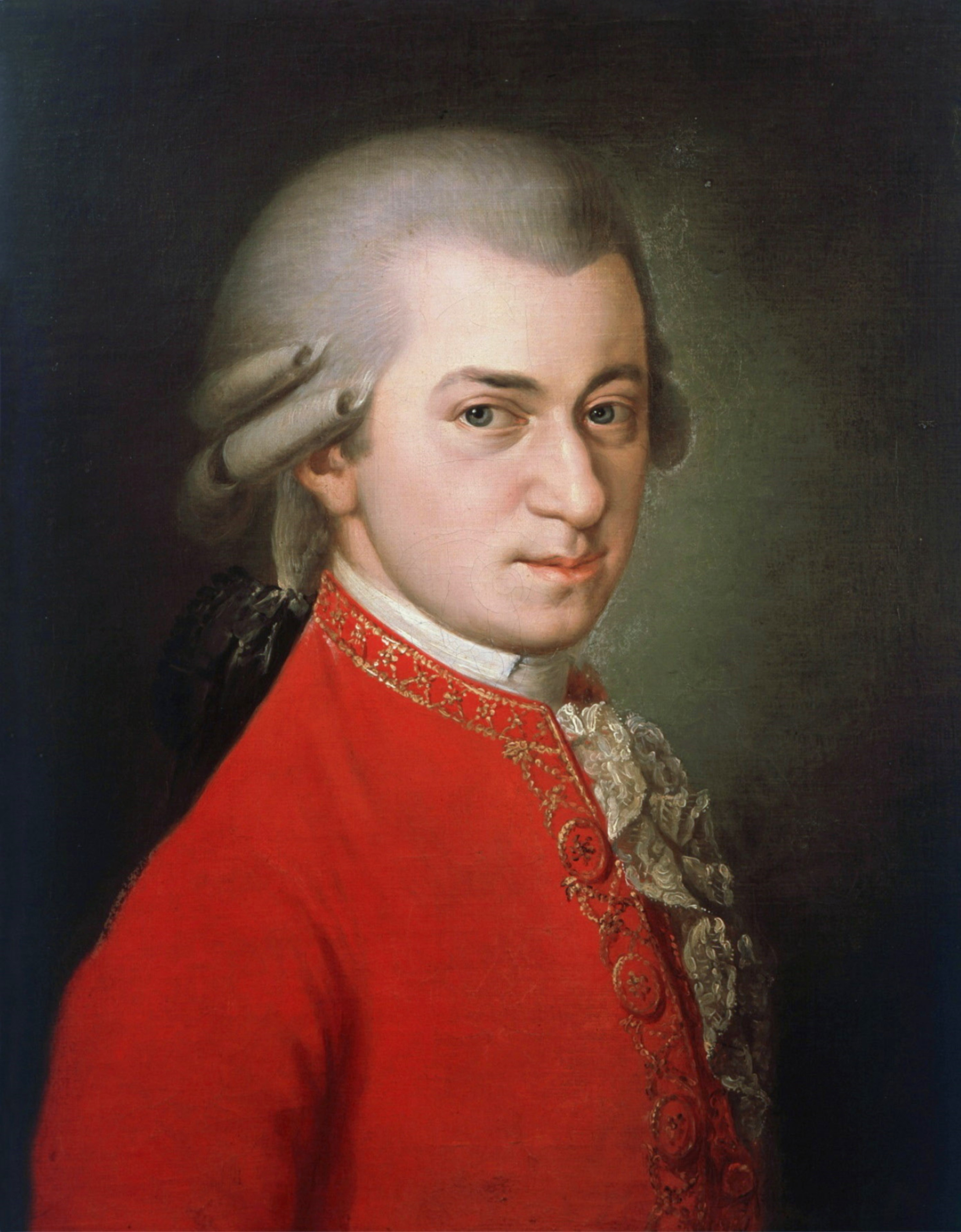
الملحن الكلاسيكي موزارت

الملحن (باللاتينية: compōnō؛ وتعني حرفيا «الشخص الذي يجمع») هو الشخص الذي يكتب الموسيقى، وخاصة الموسيقى الكلاسيكية  بأي شكل، بما في ذلك الموسيقى الصوتية (لمغني أو جوقة)، وموسيقى الآلات، والموسيقى الإلكترونية، والموسيقى الذي يجمع بين عدة أشكال. يجوز للمؤلف إنشاء موسيقى في أي نوع موسيقي، بما في ذلك، على سبيل المثال، الموسيقى الكلاسيكية والمسرح الموسيقي والبلوز والموسيقى الشعبية والجاز والموسيقى الشعبية. غالبًا ما يعبر الملحنون عن أعمالهم في نوتة موسيقية مكتوبة باستخدام التدوين الموسيقي.
العديد من الملحنين هم أو كانوا مؤدين موسيقيين ماهرين. أو رقاصين
الملحن هو من يؤلف موسيقى بكل أنواعها، إذ أن الملحن أو الموسيقار الذي يفكر ويكتب الموسيقى التي تحتوي على نظام إيقاعي معين يتوقع وجود مترجم لهذا الإيقاع إما مغني أو آلاتي الذين بدورهم يقومون بالأداء لاحقاً، ويتعين عليه ترتيب عناصر الموسيقى في نسق له دلالة. وتلك العناصر تشمل: التناغم واللحن والإيقاع والنغمة والجرس الموسيقي اختلف مفهوم المؤلف الموسيقي اختلافًا كبيرًا عبر أزمنة تاريخية مختلفة. وترجع بدايات معرفتنا بحياة مؤلفي الموسيقى إلى القرن الرابع عشر (أواخر العصور الوسطى). خلال ذلك الوقت، كان معظم مؤلفي الموسيقى يعملون من أجل الكنيسة أو من أجل النبيل أو النصير الملكي. وغالبًا ما كان هؤلاء يعملون في وظائف أخرى، شعراء أو سكرتيرين. وكثير من الموسيقى التي كتبها المؤلفون الموسيقيون في أواخر العصور الوسطى وأوائل عصر النهضة (القرن الخامس عشر الميلادي) يُمكن أن تؤديها الأصوات أو الآلات الموسيقية تبادلياً.
إنّ العبارة ملحّن' تستخدم في أغلب الأحيان بشكل محدّد لتعني ملحّناً في التقليد الغربي منهم من يترجم كلمات الشاعر لموسيقي واخرين يهتموا بالموسيقي الصامته أو المقطوعات الموسيقيه السّائد للموسيقى 'الكلاسيكية'. وفي الموسيقى الشعبية والموسيقى الفلكلورية، يدعى الملحّن نموذجيا بـكاتب الأغنية (منذ أن أخذت الموسيقى عموما شكل الأغنية).

## الملحنون والمؤدون
يعمل التدوين الموسيقي كمجموعة من الاتجاهات لفنان الأداء، ولكن هناك سلسلة متصلة كاملة من الاحتمالات المتعلقة بمدى تحديد المؤدي للشكل النهائي للعمل المقدم في الأداء.
حتى في مقطوعة موسيقية غربية تقليدية، حيث يتم كتابة جميع الألحان والأوتار وخطوط الباص في تدوين موسيقي، فإن المؤدي لديه درجة من الحرية لإضافة تفسير فني للعمل، بوسائل مثل تغييره. أو لها التعبير والصياغة، واختيار كم من الوقت لجعل فيرماتاس (مذكرات عقد) أو توقف، و- في حالة الآلات الوترية انحنى، وآلات النفخ أو الأدوات النحاسية - تحديد ما إذا كان استخدام تأثيرات معبرة مثل الأهتزاز أو التنغيم. بالنسبة للمغني أو المؤدي، فإن عملية تقرير كيفية أداء الموسيقى التي تم تأليفها وتسجيلها سابقًا تسمى «تفسير». يمكن أن تختلف تفسيرات المؤدين المختلفة لنفس العمل الموسيقي بشكل كبير، من حيث الإيقاع المختار وأسلوب العزف أو الغناء أو صياغة الألحان. الملحنون ومؤلفو الأغاني الذين يقدمون موسيقاهم الخاصة يقومون بالترجمة الفورية، تمامًا مثل أولئك الذين يعزفون موسيقى الآخرين. يشار إلى المجموعة القياسية من الاختيارات والتقنيات الموجودة في وقت معين ومكان معين باسم ممارسة الأداء، بينما يستخدم التفسير عمومًا ليعني الخيارات الفردية لفناني الأداء.[بحاجة لمصدر]
على الرغم من أن المقطوعة الموسيقية غالبًا ما يكون لها مؤلف واحد، إلا أن هذا ليس هو الحال دائمًا. وهناك عمل من الموسيقى يمكن أن يكون الملحنين متعددة، والذي يحدث في كثير من الأحيان في الموسيقى الشعبية عندما يتعاون الفرقة لكتابة الأغنية، أو في المسرح الموسيقي، حيث يمكن كتابة الأغاني من قبل شخص واحد، وتزامن أجزاء مرافقة والكتابة من مفاتحة يقوم به منسق، ويمكن كتابة الكلمات بواسطة شخص ثالث.
يمكن أيضًا تأليف مقطوعة موسيقية من كلمات أو صور أو، في القرنين العشرين والحادي والعشرين، برامج الكمبيوتر التي تشرح أو تشرح كيف يجب على المغني أو الموسيقي إنشاء أصوات موسيقية. من الأمثلة على هذا النطاق من دقات رياح الرنين في النسيم، إلى الموسيقى الطليعية من القرن العشرين التي تستخدم تدوينًا بيانيًا، إلى التراكيب النصية مثل «من السبعة أيام» (بالألمانية: Aus den sieben Tagen)، إلى برامج الكمبيوتر التي تختار الأصوات للمقطوعات الموسيقية. وتسمى الموسيقى التي تجعل الاستخدام المكثف من العشوائية والصدفة الموسيقى أليورية، ويترافق مع الملحنين المعاصرين نشط في القرن 20، مثل جون كيج، مورتون فيلدمان، و ويتولد لوتوسافسكي.
تتنوع طبيعة ووسائل الاختلاف الفردي للموسيقى، اعتمادًا على الثقافة الموسيقية في البلد والفترة الزمنية التي كُتبت فيها. على سبيل المثال، غالبًا ما كانت الموسيقى التي تم تأليفها في عصر الباروك، لا سيما في الإيقاع البطيء، تُكتب في مخطط عاري، مع توقع أن يضيف المؤدي زخارف مرتجلة إلى خط اللحن أثناء الأداء. تضاءلت هذه الحرية عمومًا في العصور اللاحقة، مما ارتبط بالاستخدام المتزايد من قبل الملحنين لتسجيل أكثر تفصيلاً في شكل ديناميكيات، ومفصلة، وما إلى ذلك؛ يصبح الملحنون أكثر وضوحًا بشكل موحد في كيفية رغبتهم في تفسير موسيقاهم، على الرغم من أن مدى دقة ودقة إملاء هذه الموسيقى يختلف من ملحن إلى آخر. بسبب هذا الاتجاه من الملحنين الذين أصبحوا أكثر تحديدًا وتفصيلًا في تعليماتهم إلى المؤدي، تطورت ثقافة في النهاية حيث أصبح الإخلاص للنية الكتابية للمؤلف ذا قيمة عالية (انظر، على سبيل المثال، طبعة أورتكست). من شبه المؤكد أن هذه الثقافة الموسيقية مرتبطة بالتقدير العالي (الذي يطل على التكريم) الذي غالبًا ما يحظى فيه الملحنون الكلاسيكيون الرواد من قبل فناني الأداء.
أعادت حركة الأداء المستنيرة تاريخيًا إحياء إلى حد ما إمكانية قيام المؤدي بتطوير الموسيقى بطريقة جادة كما هو وارد في النتيجة، لا سيما موسيقى الباروك والموسيقى من الفترة الكلاسيكية المبكرة. يمكن اعتبار الحركة وسيلة لخلق قدر أكبر من الإخلاص للأصل في الأعمال التي تم تأليفها في وقت كان يتوقع فيه فناني الأداء الارتجال. في الأنواع الأخرى غير الموسيقى الكلاسيكية، يتمتع المؤدي عمومًا بمزيد من الحرية؛ وهكذا، على سبيل المثال، عندما ينشئ عازف للموسيقى الشعبية الغربية «غلافًا» لأغنية سابقة، يكون هناك القليل من التوقعات بشأن الترجمة الدقيقة للأصل؛ كما أن الإخلاص الدقيق ليس بالضرورة ذو قيمة عالية (مع استثناء محتمل لعمليات تدوين «ملاحظة للمذكرة» لأغاني العزف المنفردة على الجيتار الشهيرة).
في الموسيقى الفن الغربي، الملحن عادة ينسق له أو لها التراكيب الخاصة، ولكن في المسرح الموسيقي وفي موسيقى البوب، قد الشعراء استئجار وترتيب للقيام التزامن. في بعض الحالات، قد لا يستخدم كاتب أغاني البوب التدوين على الإطلاق، وبدلاً من ذلك يؤلف الأغنية في ذهنه ثم يقوم بتشغيلها أو تسجيلها من الذاكرة. في موسيقى الجاز والموسيقى الشعبية، تُعطى التسجيلات البارزة لفناني الأداء المؤثرين الوزن الذي تلعبه الدرجات المكتوبة في الموسيقى الكلاسيكية. لطالما هيمنت دراسة التأليف على دراسة أساليب وممارسات الموسيقى الكلاسيكية الغربية، لكن تعريف التكوين واسع بما يكفي لإنشاء الأغاني الموسيقية الشعبية والتقليدية والقطع الموسيقية ليشمل الأعمال المرتجلة بشكل عفوي مثل أعمال فناني الجاز الحر. وعازفو الإيقاع الأفارقة مثل إيوي الطبالون.

## تاريخ
يختلف مستوى التمييز بين الملحنين والموسيقيين الآخرين، مما يؤثر على قضايا مثل حقوق النشر[صف بدقة] والاحترام الممنوح للتفسيرات الفردية لقطعة موسيقية معينة.[بحاجة لمصدر] في تطوير الموسيقى الكلاسيكية الأوروبية، لم يكن لوظيفة تأليف الموسيقى في البداية أهمية أكبر بكثير من أداءها.[بحاجة لمصدر] لم يحظ الحفاظ على المؤلفات الفردية باهتمام كبير ولم يكن لدى الموسيقيين عمومًا أي مخاوف بشأن تعديل التراكيب للأداء. بقدر ما شهد دور الملحن في موسيقى الفن الغربي ترسيخًا مستمرًا، في التعابير البديلة (مثل موسيقى الجاز والموسيقى التجريبية) أصبح من بعض النواحي معقدًا أو غامضًا بشكل متزايد. على سبيل المثال، في سياقات معينة، يمكن أن يكون الخط الفاصل بين المؤلف والمؤدي، ومصمم الصوت، والمنظم، والمنتج، والأدوار الأخرى غير واضح تمامًا.
غالبًا ما يستخدم مصطلح «الملحن» للإشارة إلى مؤلفي موسيقى الآلات، مثل تلك الموجودة في الموسيقى الكلاسيكية والجاز أو غيرها من أشكال الفن والموسيقى التقليدية. في شعبية والموسيقى الشعبية، والملحن وعادة ما تسمى شاعر وملحن، منذ يأخذ الموسيقى عموما شكل أغنية. منذ منتصف القرن العشرين، توسع المصطلح ليشمل مبدعي الموسيقى الكهربائية الصوتية، حيث ينشئ الملحنون مواد صوتية مباشرة في أي من الوسائط الإلكترونية المختلفة، مثل شريط البكرة ووحدات المؤثرات الإلكترونية، والتي يمكن تقديمها للجمهور من خلال إعادة تشغيل شريط أو تسجيل صوتي آخر، أو من خلال جعل العازفين والمغنين يلعبون بمواد مسجلة مسبقًا. يختلف هذا عن مفهوم القرن التاسع عشر للتكوين الآلي، حيث تم تمثيل العمل فقط من خلال تسجيل موسيقي ليتم تفسيره من قبل فناني الأداء.

### اليونان القديمة
كانت الموسيقى جزءًا مهمًا من الحياة الاجتماعية والثقافية في اليونان القديمة. نحن نعلم أن الملحنين كتبوا موسيقى ملحوظة خلال العصر اليوناني القديم لأن العلماء عثروا على مرثية سيكيلوس. المرثية، المكتوبة في وقت ما بين 200 قبل الميلاد و 100 بعد الميلاد،  هي أقدم مثال على قيد الحياة للتأليف الموسيقي الكامل، بما في ذلك التدوين الموسيقي، في العالم. تم العثور على الأغنية، التي تم تسجيل لحنها، إلى جانب كلماتها، في التدوين الموسيقي اليوناني القديم، محفورة على شاهد قبر، على شاهدة بالقرب من أيدين، تركيا (وليست ببعيدة عن أفسس). إنها أغنية أيونية هيلينستية سواء في الفريغاني أو في الأنواع الاوكتاف الفريجية أو في نغمات تونوس ياستيان.

### الموسيقى الكلاسيكية الغربية

#### العصور الوسطى
| ليونين أو بيروتين يموت بريفز كائنات بشرية |
| ----------------------------------------- |
|                                           |

خلال عصر الموسيقى في العصور الوسطى (476 إلى 1400)، كتب الملحنون أحادي الصوت (خط لحني واحد) وهم يهتفون في خدمات الكنيسة الكاثوليكية الرومانية. ثم بدأت الموسيقى الغربية تصبح أكثر من شكل فني مع التقدم في تدوين الموسيقى. ومرجع في العصور الوسطى الأوروبية الوحيدة التي على قيد الحياة من قبل نحو 800 هو أحادي الليتورجي بلينسونغ للكنيسة الكاثوليكية الرومانية، وكان يسمى التقليد المركزي الذي الانشوده ميلادية. إلى جانب تقاليد الموسيقى المقدسة والكنسية، كان هناك تقليد نابض بالحياة من الأغاني العلمانية (الأغاني غير الدينية). من أمثلة الملحنين من هذه الفترة ليونين وبيروتان وغيوم دو ماشو.

#### عصر النهضة
| TL دي فيكتورياAmicus meus |
| ------------------------- |
|                           |

خلال عصر الموسيقى في عصر النهضة (من 1400 إلى 1600) مال الملحنون إلى التركيز أكثر على كتابة الأغاني عن الموضوعات العلمانية (غير الدينية)، مثل الحب الملكي. حوالي عام 1450، تم اختراع المطبعة، مما جعل الموسيقى الورقية المطبوعة أقل تكلفة بكثير وأسهل إنتاجها بكميات كبيرة (قبل اختراع المطبعة، تم نسخ جميع الموسيقى المسجلة يدويًا). ساعد التوافر المتزايد للموسيقى الورقية على نشر الأنماط الموسيقية للملحنين بسرعة أكبر وعبر منطقة أكبر. بحلول منتصف القرن الخامس عشر، كان الملحنون يكتبون موسيقى مقدسة غنية متعددة الألحان، تتشابك فيها خطوط اللحن المختلفة في وقت واحد. ومن الملحنين البارزين من هذه الحقبة غيوم دو فاي، وجيوفاني بييرلويجي دا باليسترينا، وتوماس مورلي، وأورلاندي دي لاسوس. مع انتقال النشاط الموسيقي من الكنيسة إلى المحاكم الأرستقراطية، تنافس الملوك والملكات والأمراء على أفضل الملحنين. جاء العديد من الملحنين البارزين البارزين من هولندا وبلجيكا وشمال فرنسا. يطلق عليهم الملحنين الفرانكو الفلمنكيين. لقد شغلوا مناصب مهمة في جميع أنحاء أوروبا، وخاصة في إيطاليا. وشملت البلدان الأخرى ذات النشاط الموسيقي النابض بالحياة ألمانيا وإنجلترا وإسبانيا.

#### الباروك
| شبيبة باختوكاتا وفوج |
| -------------------- |
|                      |

خلال عصر الباروك للموسيقى (1600 إلى 1750)، وسع الملحنون نطاق وتعقيد الموسيقى التي كانوا يكتبونها. بدأ عصر موسيقى الباروك عندما نظر الملحنون إلى الموسيقى اليونانية القديمة للحصول على الإلهام لإنشاء أوبرا (موسيقى صوتية درامية مصحوبة بأوركسترا). كان الأسلوب الرئيسي الآخر للملحنين الموسيقيين المستخدم خلال هذه الحقبة هو موسيقى كونترابونتال. يتطلب هذا النمط من الكتابة من الملحنين أن يكون لديهم معرفة متقدمة بنظرية الموسيقى، حيث تتضمن موسيقى كونترابونتال خطوط لحن متعددة ومستقلة تعزف بواسطة الآلات أو تغنى بالأصوات. كانت هناك قواعد مقابلة صارمة كان على الملحنين تعلمها. كتب الملحنين الباروك الألماني للشركات الصغيرة الفرق بما في ذلك سلاسل، النحاس، وآلات النفخ، فضلا عن جوقات وأدوات لوحة المفاتيح مثل الجهاز الأنابيب، القيثاري، وموترة المفاتيح. خلال هذه الفترة، وضعت مؤلفات عدة أشكال الموسيقى الرئيسية التي استمرت حتى فترات لاحقة عندما تم توسيع وتطورت أبعد من ذلك، بما في ذلك شرود، واختراع، وسوناتا، وكونشيرتو. كان أسلوب الباروك المتأخر معقدًا متعدد الأصوات ومزخرفًا بزخارف غنية. من أشهر الملحنين من عصر الباروك كلاوديو مونتيفيردي، هاينريش شوتز، جان بابتيست لولي، ديتريتش بوكستيهود، أركانجيلو كوريلي، هنري بورسيل، فرانسوا كوبران، أنطونيو فيفالدي، جورج فيليب تيلمان، جان فيليب رامو، يوهان سيباستيان باخ وجورج فريدريك هاندل.

#### الكلاسيكية
| وا موزارتسيمفوني 40 G الصغرى |
| ---------------------------- |
|                              |

نظر مؤلفو الموسيقى من العصر الكلاسيكي (1750 إلى 1830) إلى فن وفلسفة اليونان القديمة وروما، إلى مُثُل التوازن والتناسب والتعبير المنضبط. بصرف النظر عن كتابة الأعمال الدينية، تحرك الملحنون نحو الكتابة بنسيج أفتح وأوضح وأبسط إلى حد كبير، مستخدمين ألحان آلية تميل إلى أن تكون شبه صوتية وقابلة للغناء. تم تطوير أنواع جديدة من قبل الملحنين. كان النمط الرئيسي هو homophony،  حيث يكون اللحن البارز وجزء المرافقة الوترية المرؤوسين متميزين بوضوح.
ركز الملحنون على موسيقى الآلات. سيطر عليها مزيد من التطوير للأشكال الموسيقية التي تم تحديدها في البداية في فترة الباروك: السوناتا والكونشيرتو والسمفونية. الأنواع الرئيسية الأخرى هي الثلاثي، الرباعية الوترية، اللحن والغناء. كانت السوناتا هي الشكل الأكثر أهمية وتطورًا. على الرغم من أن الملحنين الباروك كتبوا أيضًا سوناتات، إلا أن النمط الكلاسيكي للسوناتا متميز تمامًا. جميع الأشكال الآلية الرئيسية للعصر الكلاسيكي، من الرباعية الوترية إلى السمفونيات والكونشيرتو، كانت مبنية على هيكل السوناتا.
كان من أهم التغييرات التي أجريت في الفترة الكلاسيكية تطوير الحفلات الموسيقية العامة. لا تزال الطبقة الأرستقراطية تلعب دورًا مهمًا في رعاية الحفلات الموسيقية والمؤلفات، ولكن أصبح من الممكن الآن للملحنين البقاء على قيد الحياة دون أن يكونوا موظفين دائمين للملكات أو الأمراء. أدت الشعبية المتزايدة للموسيقى الكلاسيكية إلى نمو عدد وأنواع الأوركسترا. استلزم توسع الحفلات الأوركسترالية بناء مساحات كبيرة للأداء العام. أصبحت الموسيقى السمفونية بما في ذلك السمفونيات والمرافقة الموسيقية للباليه وأنواع الصوت / الآلات المختلطة مثل الأوبرا والخطابة أكثر شعبية.
أشهر الملحنين الكلاسيكيين هم جوزيف هايدن وولفغانغ أماديوس موزارت ولودفيغ فان بيتهوفن وفرانز شوبرت. يُعتبر بيتهوفن وشوبير أيضًا مؤلفين موسيقيين في الجزء الأخير من العصر الكلاسيكي، حيث بدأوا في التحرك نحو الرومانسية.

#### الرومانسية
| ر.فاجنرفالكيري |
| -------------- |
|                |

خلال عصر الموسيقى الرومانسية (من 1810 إلى 1900)، حوّل الملحنون الأساليب والأشكال الصارمة للعصر الكلاسيكي إلى قطع معبرة أكثر عاطفية ودرامية. حاول الملحنون زيادة التعبير العاطفي وقوة موسيقاهم، وحاولوا وصف الحقائق الأعمق أو المشاعر الإنسانية. من خلال القصائد ذات النغمات السمفونية، حاول الملحنون سرد القصص واستحضار الصور أو المناظر الطبيعية باستخدام موسيقى الآلات. روج بعض الملحنين للفخر القومي بموسيقى الأوركسترا الوطنية المستوحاة من الموسيقى الشعبية. بالنسبة إلى الملحنين، أصبحت الصفات العاطفية والتعبيرية للموسيقى لها الأسبقية على الكتب المدرسية والتقاليد التالية. نما الملحنون الرومانسيون في خصوصياتهم، وذهبوا أبعد من ذلك في التوفيق بين استكشاف أشكال فنية مختلفة في سياق موسيقي، (مثل الأدب)، أو التاريخ (الشخصيات والأساطير التاريخية)، أو الطبيعة نفسها. كان الحب الرومانسي أو الشوق موضوعًا سائدًا في العديد من الأعمال التي تم تأليفها خلال هذه الفترة. في بعض الحالات، استمر استخدام الهياكل الرسمية من الفترة الكلاسيكية (على سبيل المثال، شكل السوناتة المستخدم في الرباعيات الوترية والسمفونيات)، ولكن تم توسيع هذه الأشكال وتعديلها. في كثير من الحالات، اكتشف المؤلفون أساليب جديدة لاستخدامها في الأنواع والنماذج والوظائف الموجودة. أيضًا، ابتكر الملحنون أشكالًا جديدة اعتُبرت أكثر ملاءمة للموضوع الجديد. استمرت الأوبرا والباليه في التطور.
في السنوات التي تلت عام 1800، قدمت الموسيقى التي طورها لودفيج فان بيتهوفن وفرانز شوبرت أسلوبًا أكثر دراماتيكية وتعبيرية. في حالة بيتهوفن، حلت الزخارف القصيرة، التي تم تطويرها عضوياً، لتحل محل اللحن باعتباره الوحدة التركيبية الأكثر أهمية (مثال على ذلك هو الشكل المميز للنوتة الموسيقية الأربعة المستخدم في السيمفونية الخامسة). الملحنين رومانسي في وقت لاحق مثل بيتر إليتش تشايكوفسكي، أنتونين دفورجاك، وغوستاف ماهلر يستخدم أكثر غرابة الحبال والمزيد من التنافر إلى خلق التوتر الدرامي. لقد أنتجوا أعمالًا موسيقية معقدة وغالبًا ما تكون أطول بكثير. خلال الفترة الرومانسية المتأخرة، اكتشف الملحنون التغييرات اللونية الدرامية في النغمة، مثل الأوتار الممتدة والأوتار المتغيرة، والتي خلقت «ألوانًا» صوتية جديدة. زاد الملحنون في العصر الرومانسي من حجم الأوركسترا من خلال إضافة عازفين واستخدام آلات جديدة، مما يخلق صوتًا أكثر قوة. تضمنت بعض فرق أوركسترا واغنريان عدة قيثارات وأقسام سلسلة ضخمة وتوبا واغنر.

### موسيقى القرنين العشرين والحادي والعشرين
في القرن التاسع عشر، كانت إحدى الطرق الرئيسية التي أصبحت بها المقطوعات الموسيقية الجديدة معروفة للجمهور هي بيع الموسيقى الورقية، التي كان عشاق الموسيقى الهواة يؤدونها في المنزل على البيانو أو الآلات الأخرى. مع موسيقى القرن العشرين، كانت هناك زيادة كبيرة في الاستماع إلى الموسيقى حيث اكتسب الراديو شعبية واستخدمت الفونوغراف لإعادة تشغيل الموسيقى وتوزيعها. في القرن العشرين، تأثر الملحنون الكلاسيكيون المعاصرون أيضًا بموسيقى الجاز المرتكزة على الارتجال من الأمريكيين الأفارقة. يمكن رؤية تأثير موسيقى الجاز في موسيقى التيار الثالث وفي مؤلفات ليونارد برنشتاين. تميز تركيز الموسيقى الفنية باستكشاف إيقاعات وأنماط وأصوات جديدة. كان كل من إيغور سترافينسكي وأرنولد شوينبيرج وجون كيج ملحنين مؤثرين في موسيقى القرن العشرين الفنية. كتب كيدج مؤلفات للأدوات الكلاسيكية التقليدية وأجهزة إنتاج صوت غير عادية لا يُعتقد عادةً أنها أدوات، مثل أجهزة الراديو. أدى اختراع التسجيل الصوتي والقدرة على تحرير الموسيقى على الشريط إلى ظهور نوع فرعي جديد من الموسيقى الكلاسيكية، بما في ذلك مدارس التأليف الإلكتروني الصوتية  والموسيقى الملموسة، حيث صنع الملحنون مقطوعات باستخدام مسجلات شريط بكرة إلى بكرة و معدات إلكترونية.

## دور المرأة

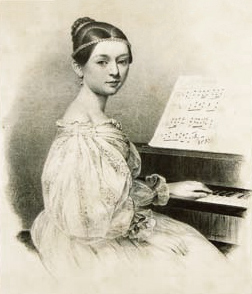
الملحن وعازف البيانو من القرن التاسع عشر كلارا شومان

في عام 1993، سألت عالمة الموسيقى الأمريكية مارسيا سيترون «[هل] هي موسيقى من تأليف نساء هامشية جدًا بالنسبة للموسيقى» الكلاسيكية «القياسية؟»  سيترون «يفحص الممارسات والمواقف التي أدت إلى استبعاد الملحنات من» قانون «الأعمال الموسيقية المسجّلة». وتجادل أنه في القرن التاسع عشر، كتبت النساء الملحنات عادةً الأغاني الفنية للأداء في الحفلات الصغيرة بدلاً من السمفونيات المعدة للأداء مع أوركسترا في قاعة كبيرة، مع اعتبار الأعمال الأخيرة أهم أنواع الملحنين ؛ نظرًا لأن النساء الملحنات لم يقمن بكتابة العديد من السيمفونيات، فقد تم اعتبارهن غير بارزات كملحنات.
وفقًا لـ آبي فيليبس، «واجهت الموسيقيات وقتًا عصيبًا للغاية للاختراق والحصول على التقدير الذي يستحقنه». خلال العصور الوسطى، تم إنشاء معظم الموسيقى الفنية للأغراض الليتورجية (الدينية) وبسبب وجهات النظر حول أدوار النساء التي شغلها القادة الدينيون، قام عدد قليل من النساء بتأليف هذا النوع من الموسيقى، مع كون الراهبة هيلدغارد فون بينغن. من بين الاستثناءات. تناقش معظم الكتب الجامعية عن تاريخ الموسيقى دور الملحنين الذكور بشكل شبه حصري. بالإضافة إلى ذلك، فإن عددًا قليلاً جدًا من أعمال الملحنات هي جزء من الذخيرة القياسية للموسيقى الكلاسيكية. موجز لتاريخ أكسفورد للموسيقى " كلارا شومان [ك‍] هي واحدة من الملحنات الوحيدات اللواتي تم ذكرهن "،  لكن الملحنات البارزات الأخريات من فترة الممارسة الشائعة تشمل فاني مندلسون وسيسيل شاميناد، ويمكن القول إن المعلم الأكثر تأثيرًا للملحنين خلال منتصف القرن العشرين كانت نادية بولانجر.  تذكر فيليبس أنه «خلال القرن العشرين، اكتسبت النساء اللواتي يؤلفن / يلعبن اهتمامًا أقل بكثير من نظرائهن من الرجال.» 
يتم أخذ النساء اليوم بجدية أكبر في مجال موسيقى الحفلات الموسيقية، على الرغم من أن إحصاءات التقدير والجوائز والتوظيف والفرص الإجمالية لا تزال منحازة للرجال.

## تجمع
يميل الملحنون المشهورون إلى التجمع في مدن محددة عبر التاريخ. استنادًا إلى أكثر من 12000 ملحنًا بارزًا مدرجين في غروف ميوزيك اون لاين وباستخدام تقنيات قياس عدد الكلمات، يمكن تحديد المدن الأكثر أهمية للموسيقى الكلاسيكية كميًا.
كانت باريس المركز الرئيسي للموسيقى الكلاسيكية في جميع الفترات. احتلت المرتبة الخامسة في القرنين الخامس عشر والسادس عشر ولكنها احتلت المرتبة الأولى في القرنين السابع عشر إلى العشرين. كانت لندن ثاني أكثر المدن أهمية: الثامنة في القرن الخامس عشر، والسابعة في القرن السادس عشر، والخامسة في القرن السابع عشر، والثانية في القرنين الثامن عشر والتاسع عشر، والرابعة في القرن العشرين. تصدرت روما الترتيب في القرن الخامس عشر، وانخفضت إلى المرتبة الثانية في القرنين السادس عشر والسابع عشر، والثامنة في القرن الثامن عشر، والتاسع في القرن التاسع عشر، ولكنها عادت إلى المركز السادس في القرن العشرين. ظهرت برلين في المراكز العشرة الأولى فقط في القرن الثامن عشر واحتلت المرتبة الثالثة من حيث الأهمية في كل من القرنين التاسع عشر والعشرين. دخلت مدينة نيويورك التصنيف في القرن التاسع عشر (في المركز الخامس) واحتلت المرتبة الثانية في القرن العشرين. الأنماط متشابهة جدًا لعينة من 522 من أفضل الملحنين.

## تمرين
غالبًا ما يتمتع الملحنون الكلاسيكيون المحترفون بخلفية في أداء الموسيقى الكلاسيكية خلال طفولتهم والمراهقين، إما كمغني في جوقة، أو كلاعب في أوركسترا شبابية، أو كمؤدٍ على آلة موسيقية منفردة (على سبيل المثال، بيانو، أو أرغن غليون، أو كمان). يمكن للمراهقين الذين يتطلعون إلى أن يصبحوا ملحنين مواصلة دراساتهم بعد الثانوية في مجموعة متنوعة من إعدادات التدريب الرسمية، بما في ذلك الكليات والمعاهد الموسيقية والجامعات. تقدم المعاهد الموسيقية، وهي نظام التدريب الموسيقي القياسي في فرنسا وفي كيبيك (كندا)، دروسًا وتجربة غناء الأوركسترال والكورال لطلاب التكوين. تقدم الجامعات مجموعة من برامج التكوين، بما في ذلك درجات البكالوريوس ودرجات الماجستير في الموسيقى ودكتوراه في الفنون الموسيقية. بالإضافة إلى ذلك، هناك مجموعة متنوعة من البرامج التدريبية الأخرى مثل المعسكرات الصيفية الكلاسيكية والمهرجانات، والتي تمنح الطلاب الفرصة للحصول على التدريب من الملحنين.

### الباكالوريوس
شهادات البكالوريوس في التكوين (يشار إليها باسم B.Mus. أو BM) هي برامج مدتها أربع سنوات تشمل دروس التكوين الفردي، وتجربة أوركسترا الهواة / الكورال، وسلسلة من الدورات في تاريخ الموسيقى، ونظرية الموسيقى، ودورات الفنون الحرة (على سبيل المثال. والأدب الإنجليزي)، مما يمنح الطالب تعليماً أكثر شمولاً. عادة، يجب على طلاب التكوين إكمال المقطوعات أو الأغاني المهمة قبل التخرج. ليس كل الملحنين يحملون (B.Mus). في التكوين قد يحمل الملحنون أيضًا (B.Mus). في أداء الموسيقى أو نظرية الموسيقى.

### الماجستير
تتكون درجة الماجستير في الموسيقى (يشار إليها باسم M.mus.) في التكوين من دروس خاصة مع أستاذ تكوين، وخبرة فرقة، ودورات دراسات عليا في تاريخ الموسيقى ونظرية الموسيقى، إلى جانب حفل أو حفلتين موسيقيتين تعرض مقطوعات الطالب. غالبًا ما تكون درجة الماجستير في الموسيقى (يشار إليها باسم M.Mus. أو MM) الحد الأدنى المطلوب من أوراق الاعتماد للأشخاص الذين يرغبون في تدريس التأليف في جامعة أو معهد كونسرفتوار. ملحن مع (M.Mus). يمكن أن يكون أستاذًا مساعدًا أو مدرسًا في إحدى الجامعات، ولكن سيكون من الصعب في العقد الأول من القرن الحادي والعشرين الحصول على منصب أستاذ جامعي مع هذه الدرجة.

### دكتوراة
لكي تصبح أستاذًا في المسار الوظيفي، تتطلب العديد من الجامعات درجة الدكتوراه. في التكوين، درجة الدكتوراه الرئيسية هي دكتور في الفنون الموسيقية، وليس الدكتوراه؛ تُمنح درجة الدكتوراه في الموسيقى، ولكن عادةً لمواد مثل علم الموسيقى ونظرية الموسيقى.
دكتور في الفنون الموسيقية (يشار إليه باسم DMA، DMA، D.Mus. A. أو A.Mus.) توفر الدرجات العلمية في التكوين فرصة للدراسة المتقدمة على أعلى مستوى فني وتربوي، والتي تتطلب عادة أكثر من 54 ساعة معتمدة إضافية بعد درجة الماجستير (والتي تزيد عن 30 ساعة معتمدة بعد درجة البكالوريوس). لهذا السبب، فإن القبول انتقائي للغاية. يجب على الطلاب تقديم أمثلة من مؤلفاتهم. إذا كان ذلك متاحًا، ستقبل بعض المدارس أيضًا تسجيلات الفيديو أو التسجيلات الصوتية لأداء مقطوعات الطالب. مطلوب امتحانات في تاريخ الموسيقى، ونظرية الموسيقى، وتدريب الأذن / الإملاء، وامتحان القبول.
يجب على الطلاب إعداد تراكيب مهمة تحت إشراف أساتذة تكوين أعضاء هيئة التدريس. تطلب بعض المدارس من طلاب تكوين (DMA) تقديم حفلات موسيقية لأعمالهم، والتي يؤديها عادةً مغنون أو موسيقيون من المدرسة. يعد إكمال الدورات الدراسية المتقدمة ومتوسط الحد الأدنى (B) من المتطلبات النموذجية الأخرى لبرنامج (DMA). خلال برنامج (DMA)، قد يحصل طالب التكوين على خبرة في تدريس طلاب الموسيقى الجامعيين.

### طرق أخرى
لم يكمل بعض الملحنين الكلاسيكيين برامج التأليف، لكنهم ركزوا دراساتهم على أداء الصوت أو الآلة أو على نظرية الموسيقى، وطوروا مهاراتهم التأليفية على مدار مسيرة مهنية في مهنة موسيقية أخرى.

## توظيف
خلال العصور الوسطى، عمل معظم الملحنين في الكنيسة الكاثوليكية وقاموا بتأليف الموسيقى للخدمات الدينية مثل الألحان العادية. خلال عصر الموسيقى في عصر النهضة، عمل الملحنون عادةً لدى أرباب العمل الأرستقراطيين. في حين أن الأرستقراطيين يطلبون عادةً من الملحنين إنتاج قدر كبير من الموسيقى الدينية، مثل القداس، فقد صاغ الملحنون أيضًا العديد من الأغاني غير الدينية حول موضوع حب البلاط: الحب المحترم والموقر لامرأة عظيمة من بعيد. كانت أغاني الحب من البلاط تحظى بشعبية كبيرة خلال عصر النهضة. خلال عصر موسيقى الباروك، تم توظيف العديد من الملحنين من قبل الأرستقراطيين أو كعاملين في الكنيسة. خلال الفترة الكلاسيكية، بدأ الملحنون في تنظيم المزيد من الحفلات الموسيقية العامة من أجل الربح، مما ساعد الملحنين على أن يكونوا أقل اعتمادًا على الوظائف الأرستقراطية أو الكنسية. استمر هذا الاتجاه في عصر الموسيقى الرومانسية في القرن التاسع عشر. في القرن العشرين، بدأ الملحنون في البحث عن عمل كأساتذة في الجامعات والمعاهد الموسيقية. في القرن العشرين، كسب الملحنون أيضًا أموالًا من مبيعات أعمالهم، مثل منشورات الموسيقى الورقية لأغانيهم أو مقطوعاتهم أو كتسجيلات صوتية لأعمالهم.

## روابط خارجية
- مجتمعات الملحنين على مشروع الدليل المفتوح.
- ملحنين على مشروع الدليل المفتوح.
- الملحنون والمنظمون على مشروع الدليل المفتوح.